# Stellaria soongorica
Stellaria soongorica là loài thực vật có hoa thuộc họ Cẩm chướng. Loài này được Roshev. miêu tả khoa học đầu tiên năm 1936.